# 今川泰宏
今川 泰宏（いまがわ やすひろ、1961年7月24日 - ）は、日本のアニメーション監督、映画監督、演出家、脚本家、放送作家。大阪府出身。

## 来歴

### 1990年代以前
子供の頃『鉄人28号』と『ガロ』を好む少年だった。中学生の頃、マンネリを感じたためアニメから離れ、『ロッキー・ホラー・ショー』のファンになる。同作の「夢を見ずに、夢になろう」というセリフを座右の銘にした。
地元の明星高等学校入学後、『くじらのホセフィーナ』に感動してアニメーターを志し、高校卒業後に上京。タツノコプロ系の新人アニメーター養成機関、タツノコアニメ研究所で研修を受ける。しかし、隣に座っていた飯田史雄の絵を見て自身にアニメーターの適性がないと判断。研修1日目にして演出家への転身を志望し、偶然出会った笹川ひろしに直訴して、笹川ひろし事務所へ参加する。その直後、笹川が演出を務めた手塚治虫の『24時間テレビ』のスペシャルアニメ『ブレーメン4 地獄の中の天使たち』（1981年）の演出補佐としてデビュー。同年『ヤットデタマン』にも参加する。なお、『ヤットデタマン』の劇中には「家具屋の一人息子の今川君」という今川をモデルとしたキャラクターが登場した。
笹川ひろしの下で2年ほど絵コンテと演出の勉強をした後、1982年の『戦闘メカ ザブングル』よりフリーになる。『戦闘メカ ザブングル』『太陽の牙ダグラム』の絵コンテを経て、『聖戦士ダンバイン』（1983年）で演出家デビュー。頭角を現したのは同作品の37話「ハイパー・ジェリル」で、主人公達の搭乗する巨大ロボットがパイロットのエネルギーが暴走したことが原因で巨大化する現象「ハイパー化」が登場。この表現の発想をしたのはその回の絵コンテと演出を担当した今川である。今川本人もこの回の演出で注目されたと語っている。
以後、日本サンライズの富野由悠季監督作品『重戦機エルガイム』『機動戦士Ζガンダム』の両ロボットアニメで絵コンテと演出を継続し、『Ζガンダム』の途中で降板した。
「これまでメカもの一辺倒だったため、幅を広げたいということ」という理由で、スタジオディーンが実制作を行っていたシンエイ動画の藤子不二雄アニメ『プロゴルファー猿』に参加。1985年から1987年に渡って絵コンテと演出を担当し、そのダイナミックな演出が注目を浴びた。
『プロゴルファー猿』終了後はサンライズに戻り1987年に料理対決アニメ『ミスター味っ子』の監督に就任、これが監督デビューとなる。当時オリジナル作品が中心であったサンライズで、マンガ原作の監督にレギュラークラスを当てるのを避けた結果、「若手でワケワカラン奴」として白羽の矢が立てられた。『ミスター味っ子』では試食した審査員があまりの美味さに巨大化したり変身したり目から光線を放ったりと豪放で奇天烈な表現を繰り広げた。好評を博し当初半年の放送予定が延長を重ねて、2年間の長期シリーズとなった。同作で第6回日本アニメ大賞アトム賞を受賞している。
1980年代後半には西崎義展のウエストケープコーポレーションで『宇宙戦艦ヤマトシリーズ』の新作準備に携わる。紆余曲折の末、2009年に公開された『宇宙戦艦ヤマト 復活篇』に今川の名はクレジットされていないが、企画段階にはプロットを提出していた。

### 1990年代〜2000年代以前
1992年に自身もファンである横山光輝のSF作品のアニメ化を手掛ける。製作に足掛け6年を費やし『ジャイアントロボ THE ANIMATION -地球が静止する日』（1992～1998年）を完成させた。前述の頓挫した『宇宙戦艦ヤマト』の新作の流れから実現した企画であり、今川をはじめとしたメインスタッフは『宇宙戦艦ヤマト』新作のスタッフだった。プロデューサーの山木泰人は西崎義展の元アシスタント。山木が設立した制作会社による作品である。
1994年にガンダムシリーズとしては初めて宇宙世紀以外の時代を舞台にした作品『機動武闘伝Gガンダム』の総監督を務める。前番組『機動戦士Vガンダム』のおもちゃの営業不振による路線変換により、従来の「ガンダム」のイメージとは一線を画すものとなった。それまでテレビシリーズのガンダム作品の監督を務めていた富野がサンライズ経営陣に「ガンダムをやるならプロレスをやるように」と言って今川を推薦し、サンライズ側も「どうせ路線変更するならパワフルな演出で」と、準備中の『天空のエスカフローネ』の監督に内定していた今川に監督が決定した。当初はガンダムファンから反発を受けたものの、これまで同様の派手で仰々しい今川演出が評価され人気作となった。
1998年には『真（チェンジ!!）ゲッターロボ 世界最後の日』の監督及びシリーズ構成を務めると告知されたが、『月刊ニュータイプ』誌の1998年8月号で降板が伝えられ、実際の本編での記載はない。また、『世界最後の日』の関連コミック『真ゲッターロボ!! 異聞 Try to Remember』（作画：松本久志）には脚本として関わっている。

### 2000年代以降
ロボットアニメーションを初めとした濃い作品を中心に手がけていた今川にとっては珍しいジャンルとなるラブコメディ作品『七人のナナ』（2002年）の監督を務める。男性キャラクターが作中の多くを占める今川作品にして、今回は女性キャラクターが中心となっており、水樹奈々を初めとした、当時デビューして間もない若手女性声優などが多く起用された。その後、第一線で活躍するようになった者も少なくない。同時に今川作品の常連となっている声優も、随所にキャスティングされた。
『鉄人28号』（2004年）を制作、従来の自分の持ち味を全面に押し出し、インパクト十分な表現とマニアックなこだわりに満ちた作品に仕上げた。結局オファー通り監督となり、それを実現させた。
『鉄人28号』以降、脚本家としてよくパルムスタジオ製作のアニメーションに携わっている。監督として腕を振るうより脚本家として活躍する機会が増え、それらの作品では今川がよく起用する声優がキャスティングされているのも特徴である。2007年には『鉄人28号』の劇場版『鉄人28号 白昼の残月』の監督を務めた。本作品は今川が初めて手がける映画作品である。
『真マジンガー 衝撃! Z編 on television』でバンダイビジュアル作品へ久々に回帰。『鉄人28号』以来5年振りのロボットアニメ作品のテレビシリーズ監督を務めた。原作のマジンガーZに限らず、永井豪作品から多くのキャラクターを引用するという、ジャイアントロボでも行ったスターシステムを扱った作劇がなされた。その後、桜多吾作の作品からも一部登場させるなど、引用は幅広いものとなっていった。『真マジンガー 衝撃! Z編』のデザイナーコラムでは、野中剛により「ゲッターロボGもブラックオックスも、今川カントクの手にかかれば瞬時に大量産化が可能です」という『真（チェンジ!!）ゲッターロボ 世界最後の日』第1話の内容を指すような発言がなされている。

## 作風・傾向
巨大ロボット相手に立ち回る超人が登場することが特徴的であり、時には巨大ロボットを圧倒し、破壊に至ることもある。場合によってはロボットアニメーションでありながら、物語の都合上（強大な力を持つ故に封印、敵の策を読んで、あえて本拠地を守るために出撃を許可しない、など）主役のロボットが戦闘を一切行わず、出撃までの道のりに時間を割くこともある。超人達が登場する場合は、逆にその活躍に比重が置かれる回も存在する。
これに関連して、「罪と罰」というテーマもよく用いられる。特にこれはGガンダムの劇中BGMタイトル、鉄人28号の最終話のサブタイトル、ジャイアントロボエピソード6の副題など、直接的に使用されている。
「罪と罰」以外にも、「親子」のテーマや主要人物の心情に焦点を当てて、葛藤を描写することが多い。
原作を下地に置かず自身で構成した独自の脚本においては、『鉄人28号』の敷島博士、『ジャイアントロボ』の呉学人の台詞など、科学者や知識人のキャラクターの長台詞には、「そう!」と後文を強調する文句や、「たしかに～ですが」「まさか」「そんな」などのもったいぶった台詞が多用される。そして、その受けは大抵「まあいい…」と更に結論を先送りにするもので、ドラマを引っ張ることが多い。
『ミスター味っ子』でのオーバーな演出はギャグと取られがちだが、今川本人はギャグのつもりはなく真面目だったとスタッフのワタナベシンイチが語っている。ある回のあまりの馬鹿馬鹿しさにワタナベが喜んで面白がっていると、「真面目にやってんだよ」と今川に怒られたという。
トレッキーでもあるため『スタートレック』の吹き替え声優を多く起用している。

## 人物
- 大の香港通であり、『機動武闘伝Gガンダム』の後半の舞台もネオホンコンとし、取材を口実に旅行を計画したこともある[31]。
- 熱烈な『スタートレック』ファン（トレッキー）であり、ホビー雑誌『B-CLUB』では1994年からコラム「知ったかぶりのスタートレック」を連載[32]。『新スタートレック』に出た脇役のアレンビー少尉を気に入ったために、その名前を監督作『機動武闘伝Gガンダム』の登場キャラクターに付けたこともある[33]。
- 声優の秋元羊介の声帯模写をレパートリーの一つとして習得しており、『Gガンダム』の主人公ドモン・カッシュのキャラクターソングにおいてドモンと東方不敗の掛け合いパートの際に流れる東方不敗の声を担当するほどである。
- OVA『ジャイアントロボ』において、ヒロインの銀鈴が悲惨な死に方をしたことで、海外の視聴者達からは「監督はゲイではないか」という声が挙がった。その声にスタッフは「なるほど」と冗談めかして声をあげているが、それについて今川本人は「かわいい女の子を描くのが苦手なだけ」「ストーリー的にはあそこで綺麗に亡くなって頂くしかなかった」と発言している[34]。

## 発言
- 師の1人である富野由悠季の劇場用映画『機動戦士ガンダム 逆襲のシャア』について、「最初の115分は普通のドラマで、ラストの5分で嘘をついてアニメにしている」とコメントしている[35]。

## 主な作品

### テレビアニメ
| 放送年     | タイトル                                                             | クレジット                                                                  |
| ---------- | -------------------------------------------------------------------- | --------------------------------------------------------------------------- |
| 1981       | ブレーメン4 地獄の中の天使たち                                       | 演出補佐                                                                    |
| 1981       | タイムボカンシリーズ ヤットデタマン                                  | 演出補佐                                                                    |
| 1982       | 忍者ハットリくん                                                     | 脚本、絵コンテ                                                              |
| 1982       | 太陽の牙ダグラム                                                     | 絵コンテ                                                                    |
| 1983       | ときめきトゥナイト                                                   | 絵コンテ                                                                    |
| 1983       | 聖戦士ダンバイン                                                     | ストーリーボード、演出                                                      |
| 1984- 1985 | 重戦機エルガイム                                                     | ストーリーボード、演出                                                      |
| 1985- 1986 | 機動戦士Ζガンダム                                                    | OPコンテ、ストーリーボード、演出                                            |
| 1985- 1987 | プロゴルファー猿                                                     | 絵コンテ、演出                                                              |
| 1985       | プロゴルファー猿 SARU IN U.S.A 激突！猿VSホーク -ワイルドプロ決定戦- | アシスタントディレクター                                                    |
| 1987- 1989 | ミスター味っ子                                                       | 監督、絵コンテ                                                              |
| 1993- 1994 | 機動武闘伝Gガンダム                                                  | 総監督、絵コンテ、演出                                                      |
| 1996- 1997 | ハーメルンのバイオリン弾き                                           | シリーズ構成、脚本                                                          |
| 1997       | HARELUYA II BØY                                                      | シリーズ構成、脚本                                                          |
| 1997- 1998 | 剣風伝奇ベルセルク                                                   | シリーズ・コンセプト・アドバイザー                                          |
| 1998       | Serial experiments lain                                              | 原画                                                                        |
| 1999       | Petshop of Horrors                                                   | シリーズ構成、脚本                                                          |
| 2001- 2002 | フィギュア17 つばさ&ヒカル                                           | 協力                                                                        |
| 2002       | 七人のナナ                                                           | 原作、監督、シリーズ構成、脚本 絵コンテ、演出、エンディング・アニメーション |
| 2003       | 수호요정 미셸（守護妖精ミシェル）                                    | 脚本                                                                        |
| 2004       | 鉄人28号                                                             | 監督、シリーズ構成、脚本、絵コンテ                                          |
| 2006- 2007 | 蒼天の拳                                                             | シリーズ構成、脚本                                                          |
| 2006       | バーテンダー                                                         | シリーズ構成、脚本                                                          |
| 2008       | 破天荒遊戯                                                           | シリーズ構成、脚本                                                          |
| 2009       | 真マジンガー 衝撃! Z編                                               | 監督、構成、脚本、絵コンテ、演出                                            |
| 2013       | 義風堂々!! 兼続と慶次                                                | シリーズ構成、脚本、絵コンテ                                                |
| 2014       | わしも WASIMO                                                        | 監督、脚本、絵コンテ、演出                                                  |
| 2015       | デュラララ!!×2 承                                                    | 絵コンテ                                                                    |
| 2020       | 放課後ていぼう日誌                                                   | 脚本                                                                        |

### OVA
| 公開年     | タイトル                                         | クレジット                                   |
| ---------- | ------------------------------------------------ | -------------------------------------------- |
| 1992- 1998 | ジャイアントロボ THE ANIMATION -地球が静止する日 | 監督、脚本、コンセプト・ストーリー、絵コンテ |
| 1998       | 聖少女艦隊バージンフリート                       | 原作、構成、シナリオ                         |
| 1998       | でたとこプリンセス                               | 原画                                         |

### 漫画
| 連載年     | タイトル                              | クレジット | 備考 |
| ---------- | ------------------------------------- | ---------- | --- |
| 2001       | 真ゲッターロボ!! 異聞 Try to Remember | 脚本       | 原作：ダイナミック企画、作画：松本久志 スーパーロボット大戦トリビュート掲載。                                     |
| 2001- 2002 | 七人のナナ                            | 原作       | 漫画：国広あづさ 週刊少年チャンピオン連載。                                                                       |
| 2006- 2011 | ジャイアントロボ 地球の燃え尽きる日   | 脚本       | 原作：横山光輝、漫画：戸田泰成 チャンピオンRED連載。                                                              |
| 2010- 2016 | 超級!機動武闘伝Gガンダム              | 脚本       | 漫画：島本和彦とビックバンプロジェクト、原作：矢立肇、富野由悠季（「機動戦士ガンダム」より） ガンダムエース連載。 |
| 2011- 2014 | ジャイアントロボ バベルの籠城         | 脚本、演出 | 原作：横山光輝、漫画：戸田泰成 チャンピオンRED連載。                                                              |
| 2011- 2012 | 拘束乙女の聖歌隊                      | 原作       | 作画：猫井ヤスユキ 月刊コミックフラッパー連載。                                                                   |

### その他
| 公開年 | タイトル                               | クレジット                             | 備考                                                                |
| ------ | -------------------------------------- | -------------------------------------- | ------------------------------------------------------------------- |
| 2007   | 鉄人28号 白昼の残月                    | 監督、脚本、絵コンテ                   | アニメ映画                                                          |
| 2016   | 機動武闘学園！！アレンビー・ファイト！ |                                        | 「機動武闘伝Gガンダム石破天驚Blu-ray Box 第壱巻」特典企画書         |
| 2016   | ワールド オブ ファイナルファンタジー   | オープニングムービー（絵コンテ、演出） | ゲームソフト                                                        |
| 2016   | ガンダムたちの挽歌                     |                                        | 「機動武闘伝Gガンダム石破天驚Blu-ray Box 第弐巻」特典シナリオノベル |